# 45. Филмски сусрети у Нишу
45. Филмски сусрети одржани су од 21. августа до 26. августа 2010. Мото фестивала гласи: „Аплауз без граница“.
Уметничка директорка фестивала је била Горица Поповић.

## Жири
| Састав жирија      |                     |                     |
| председница жирија | Љиљана Драгутиновић | Љиљана Драгутиновић |
| чланови жирија     | Горан Шушљик        | Паулина Манов       |

## Програм
Током фестивала приказано је 14 филмова у конкуренцији и један гостујући филм.
| Дан        | Програм                                                                                |
| ---------- | -------------------------------------------------------------------------------------- |
| 21. август | Свечано отварање                                                                       |
| 21. август | Медени месец (Горан Паскаљевић)                                                        |
| 21. август | Кењац (Антоније Нуић)                                                                  |
| 22. август | Жена са сломљеним носем (Срђан Кољевић)                                                |
| 22. август | Ма није он такав (Мирослав Петковић)                                                   |
| 22. август | 32. децембар (Саша Хајдуковић)                                                         |
| 23. август | Седамдесет и два дана (Данило Јанковић)                                                |
| 23. август | Додела награде „Павле Вуисић“                                                          |
| 23. август | Село гори... и тако (Радош Бајић)                                                      |
| 23. август | Флешбек (Александар Јанковић)                                                          |
| 24. август | Мотел Нана (Предраг Велиновић)                                                         |
| 24. август | Свечано уручење награде Она и он                                                       |
| 24. август | Плави воз (Јанко Баљак)                                                                |
| 24. август | Неке друге приче (Ана Марија Роси, Ивона Јука, Инес Тановић, Хана Слак, Марија Џиџева) |
| 25. август | Беса (Здравко Шотра)                                                                   |
| 25. август | Ин мемориам                                                                            |
| 25. август | Нека остане међу нама (Рајко Грлић)                                                    |
| 25. август | Српски филм (Срђан Спасојевић)                                                         |
| 26. август | Свечана додела награда и затварање фестивала                                           |
| 26. август | Свет је велики и спасење је иза угла (Стефан Командарев) гостујући филм                |

## Награде
Званичне награде фестивала:
| Награда                          | Добитник/Добитница      | Улога                         | Филм                         |
| -------------------------------- | ----------------------- | ----------------------------- | ---------------------------- |
| Гран при Наиса                   | Небојша Глоговац        | Гаврило                       | Жена са сломљеним носем      |
| Цар Константин                   | Предраг Мики Манојловић | Азем и Никола                 | Беса и Нека остане међу нама |
| Царица Теодора                   | Бранка Катић            | Биљана                        | Жена са сломљеним носем      |
| Повеља за мушку улогу            | Богдан Диклић           | Јоја Париповић                | Седамдесет и два дана        |
| Повеља за женску улогу           | Владица Милосављевић    | Винке                         | Флешбек                      |
| Награда за епизодну мушку улогу  | Арон Балаш              | мађарски погранични инспектор | Медени месец                 |
| Награда за епизодну женску улогу | Мира Бањац              | баба Нађа                     | Седамдесет и два дана        |
| Награда за најбољег дебитанта    | Јелена Тркуља           | Вера                          | Медени месец                 |

Додељене су и незваничне награде фестивала, и то:
- Награда за животно дело Павле Вуисић припала је глумици Неди Арнерић, по одлуци жирија који су чинили претходни добитници ове награде: Мира Ступица, Мира Бањац и Богдан Диклић.[2]
- Награда Она и Он, коју додељује компанија Новости припала је Ивани Јовановић и Ивану Босиљчићу за ТВ серију Грех њене мајке.